# Tirso de Molina
Tirso de Molina, eredeti nevén Gabriel Téllez (Madrid, 1579. március 24. – Almazán, 1648. március 12.) költő, elbeszélő, drámaíró, a spanyol barokk dráma egyik neves képviselője.

## Élete
Szülei – Andres López és Juana Téllez – Molina de Herrero gróf szolgálatában álltak. A választott de Molina álnév a család származási helyére, az aragóniai Molina városkára utal, míg a Tirso a görög-római mitológiából ismert thyrsus (türszusz) spanyolos változata. Ez a szőlőlevelekkel és fenyőtobozzal díszített bot volt Dionüszosznak, a bor istenének és a színjátszás patrónusának egyik jelvénye.
1600-ban belépett a Pedro Nolasco által a 13. század elején alapított szerzetesrend, a mercedáriusok közé és 1601-ben Guadalajarában, a San Antolín kolostorban megkezdte egyházi szolgálatát. 1606-ban Toledóba helyezték; itt kezdett írni. Tirso Toledóban élt a leghosszabb ideig, de sok más spanyol városban is megfordult (Sevilla, Soria, Segovia, Guadalajara, Valladolid , Trujillo, Madrid), járt Portugáliában, teológiát tanított az Antillákon, a mai Dominikai Köztársaságban lévő Santo Domingóban.
Kapcsolatban állt a század több hírességével, mint Cervantes, Quevedo, Góngora, Calderón, Alarcón és Lope de Vega. Ez utóbbi a tanára is volt.
Néhány színdarabjában a klérust kritizálta, amiért kolostori száműzetésbe küldték (1614-15). Életének utolsó éveit rendjének kolostorában töltötte, a Soria tartomány beli Almazánban.

## Művei
A spanyol irodalomtörténet mintegy hatvan színpadi darabját ismeri. Tirso, mint sok más korában neves alkotó, halála után egy ideig feledésbe merült. Hazájában a 19. század elején fedezték fel újra munkásságát.
A világirodalom elsősorban a több nyelvre is lefordított, napjainkban is népszerű színpadi művei alapján tartja számon. Drámai művei főként az álruhás cselszövés, a félreértés, a városi-vidéki társasági élet témáit dolgozzák fel, de jelentősek a szentek életéről szóló (pl. Szent Johanna trilógia) és moralizáló (pl. Thámár bosszúja) drámái is. Emellett néhány prózai műve (pl. Toledói kertek) maradt az utókorra.
Az újkori irodalom egyik legtöbbször feldolgozott témájának, Don Juan történetének első irodalmi értékű feldolgozását adta A sevillai szédelgő és a kővendég (El burlador de Sevilla y convidado de piedra) című színművében, amelynek első változata 1617-ben jelent meg egy Calderón szerkesztette, többszerzős gyűjteményben. A téma nem eredeti, több nép mondavilágában megtalálható vándormotívum. Tirso az ismert spanyol románcokat, legendákat használta forrásként.
A spanyol irodalomtudomány képviselői fontosnak tartják hangsúlyozni, hogy Tirso volt az első színpadi szerző, akinek a műveiben a nők főszerepet kaptak.
Prózai munkái közül legismertebbek:
- Los cigarreles de Toledo (Toledói kertek) (novellafüzér a mór korszak építészeti emlékeiről)
- Historia de la Orden de la Merced (rendjének története, "száműzetéssének" mellékbüntetése)
- Deleitar aprovechando (Hasznos mulatságok)

Drámai munkái közül
- A sevillai szédelgő és a kővendég

Berczeli Anselm Károly fordításában háromszor került a magyar olvasók kezébe
Klasszikus spanyol drámák (Európa Könyvkiadó – 1962 és 1986)
Klasszikus spanyol drámák (Magyar Helikon – 1967)
- A terueli szerelmesek (Los amantes de Teruel)
- A zöldnadrágos lovag

Berczeli Anselm Károly fordítása a Helikon 1967-es kiadásában jelent meg,
Lendvai István fordításában (OSzK Színháztörténeti Tár) került a Nemzeti színpadára az 1943/44-es évadban.
Ez utóbbi, kevésbé ismert darab főszereplője Doña Juana, aki (zöld) nadrágba bújva férfinak öltözik, hogy különböző cselekkel visszahódítsa hűtlen jegyesét. A sevillai szédelgő története Mozart Don Giovanni című operáján keresztül ismertebb. Talán ez is magyarázza, hogy Tirso e jelentősebb művét alig láthatjuk prózai színpadon.

## Magyarul
- A sevillai szédelgő és a kővendég. Színmű; ford., utószó Berczeli A. Károly; Európa, Bp., 1960 (Világirodalmi kiskönyvtár)

## Fordítás
- Ez a szócikk részben vagy egészben  a   Tirso de Molina című spanyol Wikipédia-szócikk fordításán alapul.  Az eredeti cikk szerkesztőit annak laptörténete sorolja fel. Ez a jelzés csupán a megfogalmazás eredetét és a szerzői jogokat jelzi, nem szolgál a cikkben szereplő információk forrásmegjelöléseként.